# Patria i Llibertat
Patria i Llibertat, i a partir del segon número Patria y Llivertat, va ser una revista mensual publicada a Badalona des de mitjans de 1906 a principi de 1907, sense arribar a l'any de vida, només va ser publicada sis vegades. Exercia com a altaveu de l'Aplec Nacionalista Republicà de Badalona, i el seu director va ser Francesc Estruch i Almirall.
Es definia en el seu subtítol com: «Revista mensual: Portantveu del Aplec Nacionalista Republicá» i en el prefaci del seu primer número afirmaven: «la Secció de Propaganda de l'esmentat Centre (Aplec Nacionalista Republicà), ha cregut convenient que tingui aquest un portaveu, en quin es sintetitzin per complet els ideals que sustentem, i veus aquí perquè avui ve a engruixir el camp de la premsa la nostra modesta Revista.» Tot i ser una publicació d'àmbit local estrictament badaloní, va tractar essencialment qüestions de política general i no pas local.
Segons García Pons, la revista estava materialment ben realitzada i tenia nombroses il·lustracions. Les pàgines centrals eren el lloc on s'ubicaven els textos, mentre que a les primeres i a les darreres hi havia papers d'un color diferent, segons els números, que estaven destinades a la publicitat, que en termes generals va ser elevada, si bé la quantitat va anar variant. Amb un ampli contingut literari, va comptar amb la col·laboració de figures com Joan Llongueras, Xavier Gambús, Josep Aladern, Joan Puig i Ferreter, Antoni Bori i Fontestà, Pau Rodon i Amigó i Pere Renom i Riera.